# Oliver! (Musical)
Oliver! ist ein Musical des britischen Komponisten Lionel Bart, frei nach dem Roman Oliver Twist von Charles Dickens. Bart verfasste sowohl die Musik als auch die Gesangstexte und das Buch.
Die Uraufführung fand am 30. Juni 1960 im New Theatre (dem heutigen Noël Coward Theatre) statt. Das Stück war mit 2618 Aufführungen ein jahrelanger Erfolg am Londoner West End. Die Broadway-Premiere fand am 6. Januar 1963 im Imperial Theatre statt, wo das Stück es auf 774 Vorstellungen in fast zwei Jahren brachte. Die deutschsprachige Erstaufführung fand am 18. September 1985 im Salzburger Landestheater statt. Das Musical hat, vor allem am Londoner West End, zahlreiche erfolgreiche Wiederaufnahmen erfahren.

## Handlung
Die Handlung beginnt in einem englischen Waisenhaus um 1850. Hier lebt Oliver Twist mit anderen Kindern unter schlimmen Bedingungen. Die Kinder müssen hart arbeiten und leben in Lumpen und mit schlechter Ernährung. Als Oliver beim Essen um einen Nachschlag bittet, ist dies der Auslöser für die Leiter der Anstalt, Witwe Corney und Mr. Bumble, Oliver loszuwerden. Oliver wird an einen Leichenbestatter verkauft. Auch dort wird Olivers Leben nicht besser. Nach einem Streit mit dem Lehrling und Geliebten der Tochter des Leichenbestatters, der seine verstorbene Mutter übelst beleidigt, kann Oliver entkommen. Er geht nach London in der Hoffnung, dort ein besseres Leben zu finden. Kaum in London angekommen, trifft er Artful Dodger, einen Straßenjungen, der verspricht, Oliver bei seinem Freund Mr. Fagin unterzubringen. Fagin entpuppt sich als Meister einer Bande jugendlicher Taschendiebe, denen er Unterschlupf bietet und die im Gegenzug für ihn stehlen müssen. Oliver lernt auch Nancy kennen, eine ehemalige Schülerin Fagins, die bei den Kindern der Bande sehr beliebt ist, die jedoch mit dem brutalen und skrupellosen Verbrecher Bill Sikes liiert ist, für den Fagin als Hehler tätig ist.
Bei seiner ersten Diebestour für Fagin wird Oliver erwischt. Oliver beobachtet, wie Artful Dodger einem Mann die Brieftasche entwendet, und rennt in Panik weg, als er an Dodgers Stelle verdächtigt wird. Oliver wird vor Gericht gestellt, wo sich jedoch herausstellt, dass nicht er die Brieftasche von Mr. Brownlow stahl. Der Mann hat gegenüber Oliver aufgrund seiner Falschbeschuldigung ein schlechtes Gewissen und nimmt ihn deshalb mit zu sich nach Hause. Das erste Mal in seinem Leben erfährt Oliver dort Zuwendung und geordnete Verhältnisse. Da Mr. Brownlow eine große Ähnlichkeit zwischen Oliver und seiner verschwundenen Nichte erkennt, schreibt er das Waisenhaus an, um mehr über Olivers Herkunft zu erfahren.
Inzwischen befürchtet Fagin, dass Oliver ihn und seine Bande verraten könnte. Bill Sikes schaltet sich nun ein und zwingt Nancy, Oliver in eine Falle zu locken. Als Oliver für Mr. Brownlow Besorgungen macht, schnappt die Falle zu. Oliver wird entführt und zunächst zu Fagin zurückgebracht; Sikes beschließt jedoch, Oliver für seine Einbruchstouren zu missbrauchen. Nancy versucht Oliver zu beschützen, erkennt jedoch, dass sie es nicht kann, und wendet sich deshalb an Mr. Brownlow, um einen Ort und eine Zeit zu vereinbaren, wo sie ihm Oliver übergeben möchte, ohne jedoch ihren Freund zu verraten.
Unterdessen treffen die Witwe Corney und Mr. Bumble bei Mr. Brownlow ein und übergeben ihm ein jahrelang unterschlagenes Medaillon von Olivers Mutter in der Hoffnung, dafür eine große Belohnung zu erhalten. Mr. Brownlow erkennt das Schmuckstück sofort, da er es seiner Nichte zum achtzehnten Geburtstag geschenkt hatte. Er erfährt, dass seine Nichte nicht weglief, weil ihr Verlobter sie sitzen ließ, sondern weil sie von ihm schwanger war. Im Arbeitshaus hatte sie das Kind zur Welt gebracht und war unter der Geburt gestorben. Mr. Bumble nannte daraufhin das Baby Oliver Twist. Als Mr. Brownlow erkennt, dass die beiden Leiter der Anstalt nicht Olivers Wohlergehen im Sinn haben, sondern es ihnen nur ums Geld geht, wirft er sie hinaus.
Mr. Brownlow hat nun größtes Interesse, seinen Großneffen Oliver wiederzufinden. Doch am vereinbarten Ort findet er nur noch die blutüberströmte sterbende Nancy. Bill Sikes hatte die Flucht von Nancy und Oliver beobachtet und Nancy im Glauben, sie wolle ihn verraten, erschlagen. Er flieht mit Oliver als Geisel. Als Nancys Schwester Bet am Tatort eintrifft, will sie mit mehreren Leuten den Mörder verfolgen. Als sie Bill Sikes auf einer Brücke antreffen, droht er damit, auch noch Oliver zu töten, bemerkt jedoch nicht, dass sich zwei Polizisten anschleichen. Sikes merkt und weiß, dass er der wütenden Meute nicht mehr entkommen kann, und erhängt sich. Derweil wird Oliver gerettet und kann endlich mit Mr. Brownlow nach Hause. Dodger stiehlt, während die Schaulustigen die Leiche von Sikes anstarren, die Brieftasche eines Mannes. Auch Fagin kann ungeschoren davonkommen. Als beide aufeinander treffen, beschließen sie, weiterhin ein Gaunerleben zu führen.

## Musiktitel
1. Akt
- Food, Glorious Food (Brot, herrliches Brot) – The Boys
- Oliver! (Oliver!) – Mr. Bumble, Mrs. Corney, Oliver Twist and the Boys
- I Shall Scream (Oh, ich schrei) – Mrs. Corney and Mr. Bumble
- Boy For Sale (Ein Bub zum Verkauf) – Mr. Bumble
- That’s Your Funeral (Das ist Ihr Problem) – Mr. Sowerberry, Mr. Bumble and Mrs. Sowerberry
- Where Is Love? (Wer liebt mich?) – Oliver Twist
- Consider Yourself (Komm, fühle dich ganz zuhaus) – The Artful Dodger, Oliver Twist and Crowd
- You’ve Got To Pick A Pocket Or Two (Mach die krummen Finger schön lang) – Fagin, Oliver Twist and Boys
- It’s A Fine Life (Das ist Leben) – Nancy and Bet
- I’d Do Anything (Ich tu was Du willst) – The Artful Dodger, Nancy, Oliver Twist, Bet and Fagin
- Be Back Soon (Kommt gut heim) – Fagin, The Artful Dodger, Oliver Twist and Boys

2. Akt
- Oom-Pah-Pah (Um-Pa-Pa) – Nancy and Company
- My Name (Bill Sikes) – Bill Sikes
- As Long As He Needs Me (Solange Bill mich will) – Nancy
- Where Is Love? (Reprise) (Wer liebt mich? [Reprise]) – Mrs. Bedwin
- Who Will Buy? (Wer will kaufen?) – Oliver Twist and Chorus
- It’s A Fine Life (Reprise) (Das ist Leben [Reprise]) – Bill Sikes, Nancy, Fagin and Boys
- Reviewing The Situation  (Überdenke ich meine Lage) – Fagin
- Oliver! (Reprise) (Oliver! [Reprise]) – Mr. Bumble and Mrs. Corney
- As Long As He Needs Me (Reprise) (Solange Bill mich will [Reprise]) – Nancy
- Reviewing The Situation (Reprise) (Überdenke ich meine Lage [Reprise]) – Fagin

   Finale
- Food, Glorious Food (Reprise) – The Boys
- Consider Yourself (Reprise) – The Boys
- I’d Do Anything (Reprise) – Entire Company

## Aufführungen

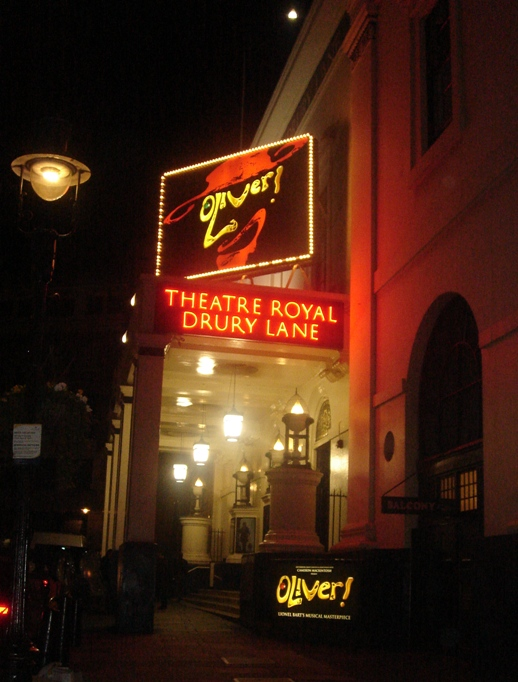
Oliver! im Theatre Royal, Drury Lane in London.

- 30. Juni 1960 – 1966: New Theatre (heutiger Name: Noël Coward Theatre), London, England (2.618 Aufführungen).
- 6. Januar 1963 – 14. November 1964: Imperial Theatre, Broadway, New York, USA (774 Aufführungen).
- 1977: London, England.
- 1983: London, England.
- 29. April 1984 – 13. Mai 1984: Mark Hellinger Theatre, New York, USA.
- 8. Dezember 1994 – 21. Februar 1998: London Palladium, London, England (1.366 Aufführungen).
- 14. Januar 2009 – 8. Januar 2011: Theatre Royal, Drury Lane, London, England (866 Aufführungen).
- 2009: Naturtheater Heidenheim[1]
- 2011 – 2013: Tournee-Produktion Vereinigtes Königreich und Irland (479 Aufführungen).
- 2024 – 2025: Gielgud Theatre, London, England

Daneben hat es zahlreiche weitere Produktionen auf der ganzen Welt gegeben.
Im Laufe der Zeit gab es einige dramaturgische Änderungen; insbesondere seit der Londoner Wiederaufnahme von 1994 gibt es einige Änderungen an Orchestrierung und Inszenierung, die den ursprünglich eher kleinen, intimen Charakter durch eine aufwendige Großproduktion ablösen.

## Aufnahmen
Die Musik zu Oliver! wurde in mehreren Einspielungen auf Tonträgern veröffentlicht:
- Oliver! (1960 Original London Cast starring Ron Moody, Georgia Brown, Paul Whitsun-Jones) – Studioaufnahme
- Oliver! (1963 Original Broadway Cast) – Studioaufnahme
- Oliver! The 1994 London Palladium Cast Recording – Studioaufnahme
- Oliver! Rowan Atkinson, Jodie Prenger and the 2009 London Cast – Liveaufnahme

Daneben existieren zahlreiche weitere Coverversionen schwankender Qualität.

## Film
Das Musical wurde 1968 von Carol Reed verfilmt. In den Hauptrollen sind Mark Lester als Oliver, Ron Moody als Fagin, Shani Wallis als Nancy und Oliver Reed als Bill zu sehen. Der Film konnte an den Erfolg des Musicals anknüpfen und erhielt 1969 fünf Oscars.

## Sonstiges
Lionel Bart, der bei diesem Musical sowohl die Musik als auch die Texte selbst schrieb, dürfte für Andrew Lloyd Webber ein Vorbild gewesen sein. Das erste Werk von Webber, The Likes of Us, ähnelt Oliver! in Aufbau, Stil und Musik sehr.
Auch ist bekannt, dass der Besuch einer Vorstellung von Oliver! den französischen Librettisten Alain Boublil zu Les Misérables inspirierte.
In der Broadway-Fassung im Imperial Theatre, New York, spielte David 'Davy' Jones die Rolle des Artful Dodger. Jener Davy Jones wurde einige Jahre später als Mitglied der Beatband The Monkees weltberühmt.